# Tübingen (Adelsgeschlecht)

Wappen der Tübinger

Die Pfalzgrafen von Tübingen waren ein schwäbisches Adelsgeschlecht, das von den Grafen von Nagold abstammte. Sie erwarben ausgedehnten Besitz und taten sich besonders bei der Gründung von Klöstern hervor. Die Zersplitterung in einzelne Nebenlinien, eine aufwendige Hofhaltung und großzügige Schenkungen an die von ihnen gegründeten Klöster führten zum wirtschaftlichen Niedergang der Familie. Den längsten Bestand hatten die Zweige der Grafen von Tübingen-Lichteneck (bis 1664) und der Grafen von Montfort in Tettnang (1779).

## Geschichte

### Vorgeschichte

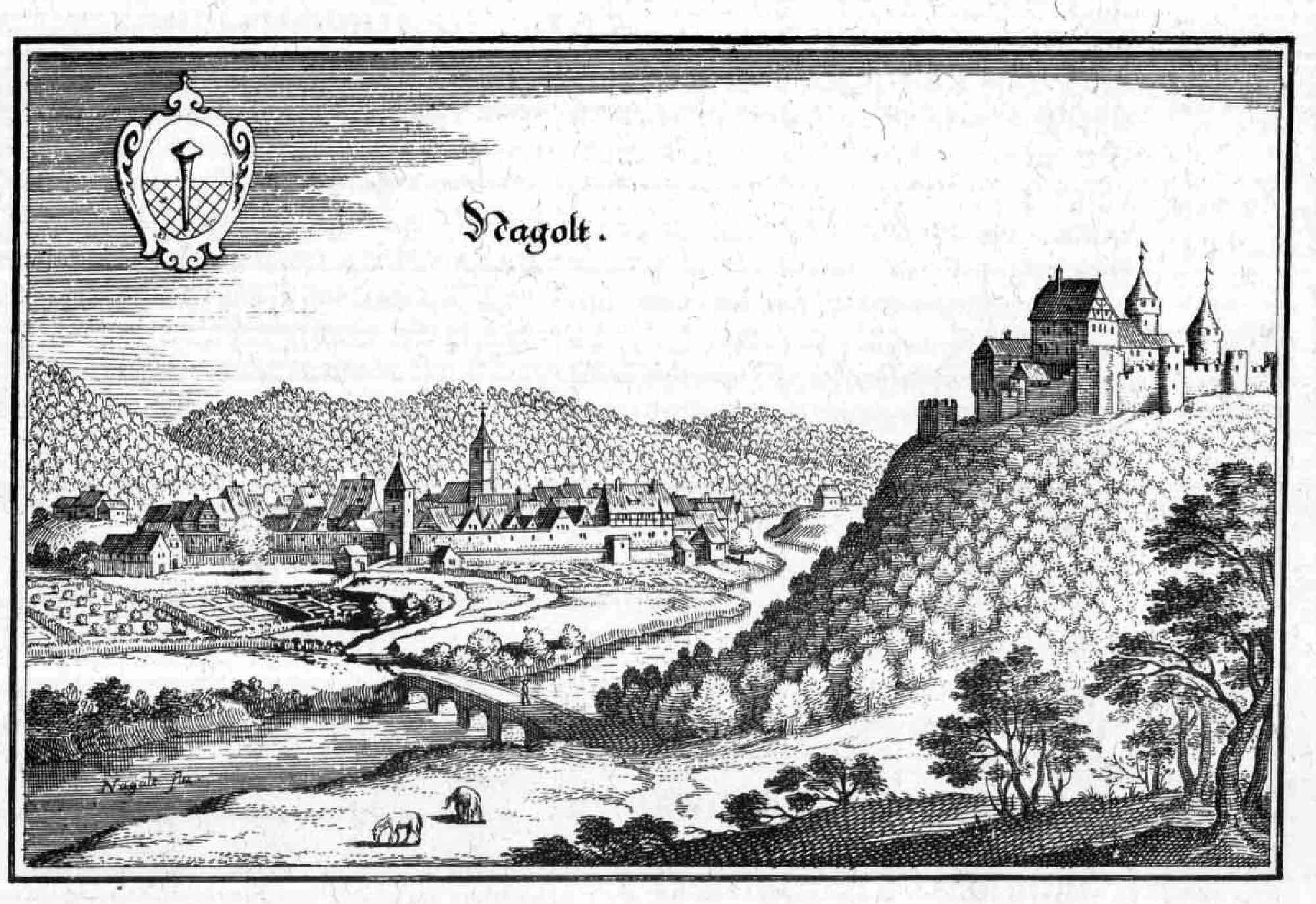
Nagold und die Burg Hohennagold (um 1650)

Anselm der Ältere (um 966) ist der älteste urkundlich erhaltene Nagoldgau-Graf in der Reihe der Ahnen der Pfalzgrafen von Tübingen, zu dessen Grafschaft der Ort Kuppingen im Jahre 966 gehörte. Es folgte dann ein weiterer Anselm (der Jüngere) vom Nagoldgau, der in den Jahren 1027 und 1048 in den Urkunden vorkommt. Zwischen beiden Anselmen, die die einzigen bekannten nach dem Nagoldgau bezeichneten Grafen sind, erscheint, wohl von derselben Familie, im Jahre 1007 ein Graf Hugo von Nagold mit dem seinem Gau Glehuntare zugeteilten Ort Holzgerlingen, und eröffnet die Reihe der seit dem letzten Viertel des 11. Jahrhunderts häufiger werdenden Hugos, Grafen und Pfalzgrafen von Tübingen.
Tübingen wurde erstmals 1078 im Zusammenhang mit der erfolglosen Belagerung des „castrum Twingia“ durch Heinrich IV. im Zusammenhang mit dem Investiturstreit urkundlich erwähnt, wobei es diesem nicht gelang, die Burg zu erobern. Hugo III. musste sich aber im darauffolgenden Jahr Heinrich IV. unterwerfen. Hugo III. und sein Bruder begründeten zusammen das Kloster Blaubeuren.

### Pfalzgrafen von Tübingen

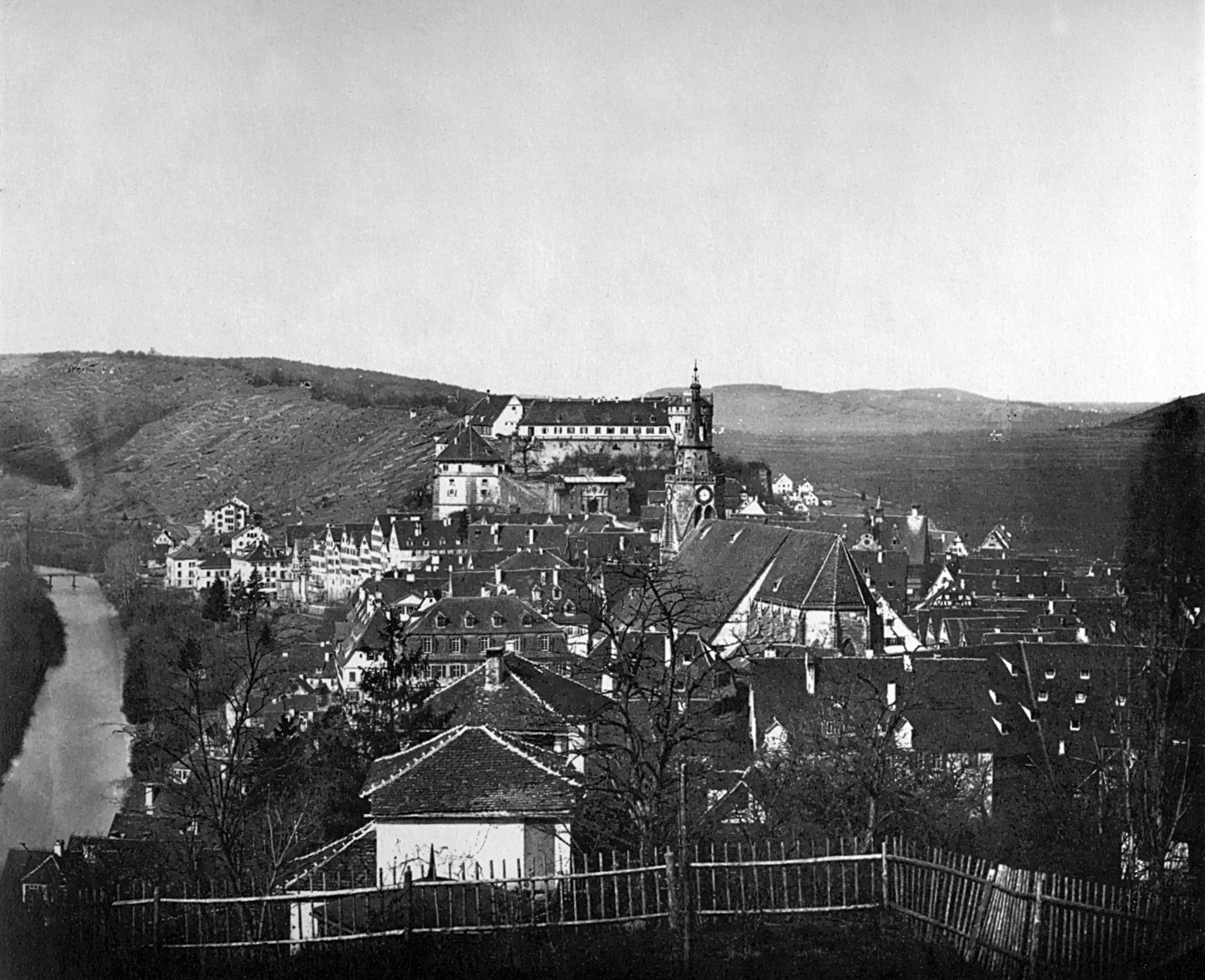
Tübingen und das Schloss Hohentübingen (1875)

Stammbaum Pfalzgrafen von Tübingen, handschriftliches Manuskript des Geheimen Archivars Wilhelm Ferdinand Ludwig Scheffer, 1821

Hugo V. (1125–1152) wurde ab 1146 Hugo I., Pfalzgraf von Tübingen, genannt. Vermutlich beruhte diese Rangerhöhung auf Diensten, die er dem 1138 zum König gewählten Staufer Konrad III. geleistet hatte. Die Pfalzgrafenwürde war damals nicht mehr mit der ursprünglichen Aufgabe der Betreuung einer Königspfalz verbunden, sondern bedeutete eine Art Kontrollfunktion und Vertretung des Königs innerhalb der Stammesherzogtümer und damit auch die zweite Position nach dem Herzog innerhalb des Herzogtums. Damit verbunden war eine Rangerhöhung vor anderen Grafen des Herzogtums und das Recht, das Richteramt an Königs statt auszuüben. Damit einher gingen Jagd-, Zoll- und Münzrecht, wie der seit 1185 auftretende Tübinger Pfennig zeigt.
Pfalzgraf Hugo II. (1153–1182) heiratete die Erbtochter Elisabeth von Bregenz. Er erbte dadurch Bregenz sowie weiteren Besitz in Churrätien, Tettnang und Sigmaringen. 1171 gründete er das Kloster Marchtal. Sein zweiter Sohn Hugo (–1230) begründete als Hugo I. die neue eigenständige Linie Montfort. Das Haus Montfort übernahm das pfalzgräfliche Wappen mit geänderten Wappenfarben.
Pfalzgraf Hugos II. erster Sohn, Rudolf I., gründete um 1183 das Kloster Bebenhausen. Er heiratete Mechthild, die Gräfin von Gleiberg und Erbin von Gießen. Ihr erster Sohn Rudolf II. (1224–1247) erhielt nach des Vaters Tod die Herrschaft über Horb, Herrenberg und Tübingen. Der zweite Sohn, Wilhelm, begründet die Asperg-Gießen-Böblinger Linie.
Der Sohn Rudolfs II. hieß in jungen Jahren Rudolf III. von Tübingen und begründete später als Rudolf I. der Scheerer, genannt (nach Scheer an der Donau), die Herrenberger Linie.
Gießen, 1181 durch die Heirat Rudolfs I. von der Grafschaft Gleiberg an das Haus Tübingen gelangt, wurde 1264 an die Landgrafen von Hessen verkauft.
Die einzelnen Linien starben nach und nach aus: Horb bis 1293, Asperg nach 1357, Böblingen bis 1377, Herrenberg bis 1667. Die Güter kamen vor allem durch Verkauf an Württemberg (Tübingen 1342) oder durch Schenkung an das Kloster Bebenhausen.

## Wappen

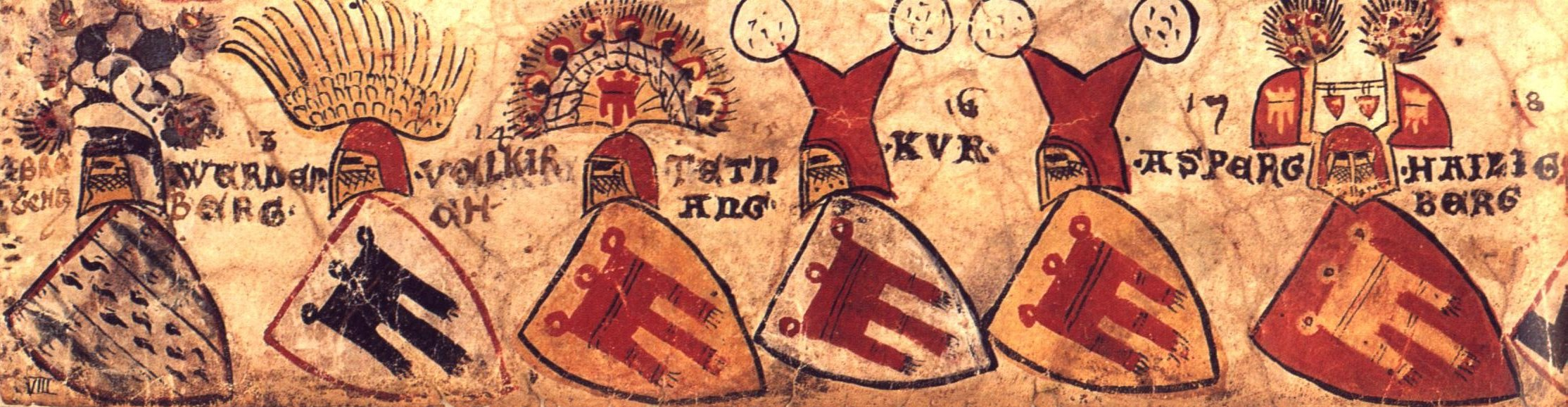
Wappen verschiedener Linien der Pfalzgrafen von Tübingen aus der Zürcher Wappenrolle um 1335/45

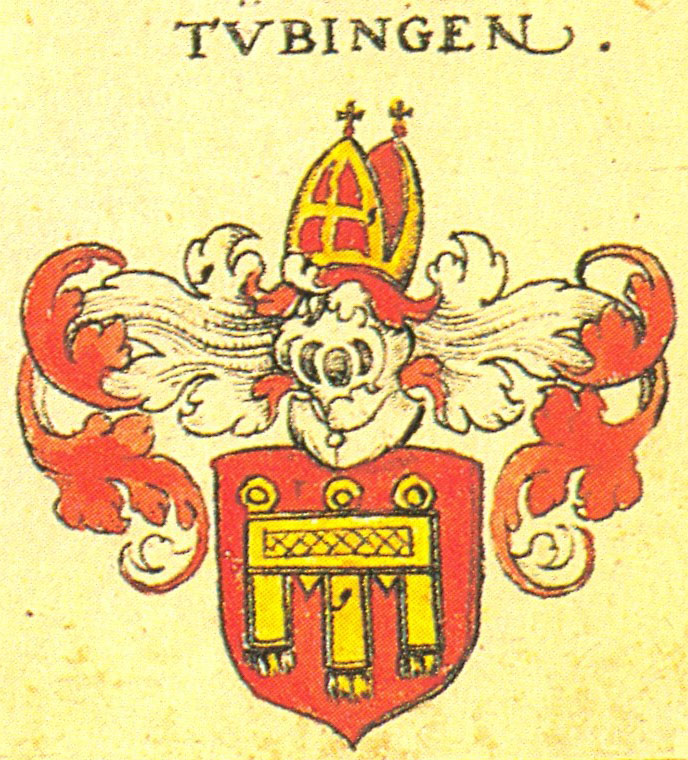
Wappen der Pfalzgrafen von Tübingen aus Johann Siebmachers Wappenbuch

Das Wappen der Pfalzgrafen von Tübingen zeigt immer dasselbe Bild in Farbvarianten (insbesondere die Farbe der Ringe und Fransen passt sich in Folge meist der Fahne an):
- Eine dreilappige rote Kirchenfahne (Gonfanon) mit Goldenen Ringen und Fransen im goldenen Schild stellt das ursprüngliche Wappen der Pfalzgrafen von Tübingen dar.
- Die Grafen von Montfort übernahmen die rote Fahne, aber im silbernen Schild. Dies wurde zum Herzschild des österreichischen Bundeslandes Vorarlberg. Auch die Feldkircher übernahmen das Wappen.
- Die Grafen von Werdenberg, die sich wiederum von Montfort abspalteten, wählten eine schwarze Fahne in Silber.
- Werdenberg-Vaduz: Silberne Fahne in Schwarz;
- Werdenberg-Sargans: Silberne Fahne in Rot. Über Werdenberg-Sargans-Trochtelfingen, welches nach Aussterben vom Haus Fürstenberg übernommen wurde, kam die Fahne auch in das Fürstenberger Wappen.
- Alle vier Linien der Pfalzgrafen von Tübingen: Tübingen, Herrenberg, Böblingen und Horb führten das pfalzgräfliche Wappen. Nur die Stadt Horb übernahm später das hohenbergische Wappen, die anderen Hauptorte behielten das pfalzgräfliche Wappen bei. Herrenberg kehrte die Farben um, goldene Fahne in Rot. Asperg führte eine gespaltene Variante. Tübingen ergänzte das Wappen seit Herzog Ulrich 1514 um die gekreuzten Arme mit Hirschstangen.

## Stammliste der Pfalzgrafen von Tübingen

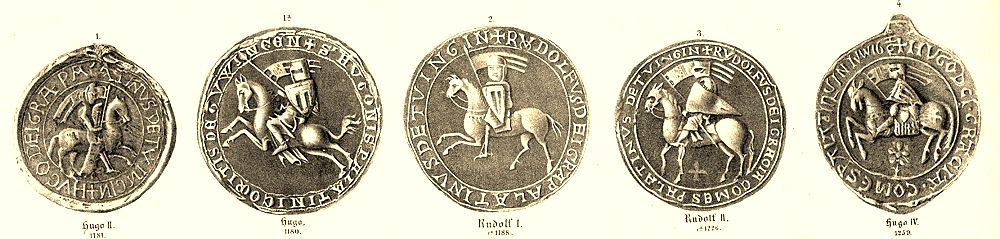
Siegel der Tübinger Pfalzgrafen

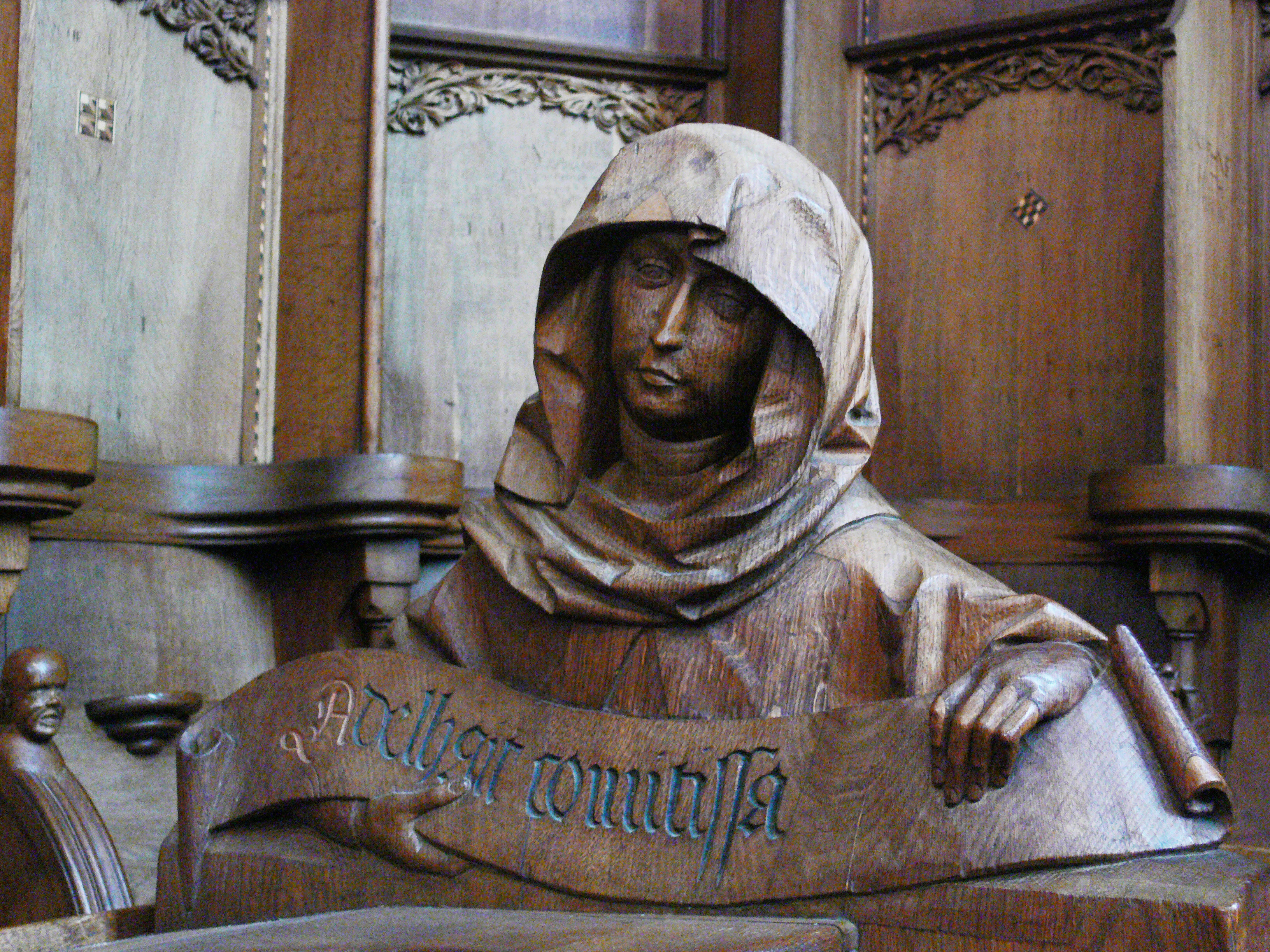
Stifterfigur der Gräfin Adelheid von Tübingen im Chorgestühl des Klosters Blaubeuren

1. Hugo I. von Tübingen (= Hugo V. von Nagold) († um 1152), kurz vor 1146 von den Staufern zum Pfalzgrafen von Schwaben erhoben, ⚭ Hemma von Zollern, Tochter des Grafen Friedrich I. von Zollern
  1. Friedrich, Pfalzgraf von Tübingen 1152–1162[2]
  2. Hugo II. (1115–1182), Pfalzgraf von Tübingen 1152–1182, ⚭ Gräfin Elisabeth von Bregenz, Erbin von Bregenz, Montfort und Sigmaringen, Tochter von Graf Rudolf von Bregenz
    1. Rudolf I. (1160–1219) Pfalzgraf von Tübingen 1182–1219, gründete 1183 Kloster Bebenhausen ⚭ Mechtild Gräfin von Gleiberg, Erbin von Gießen
      1. Gottfried
      2. Rudolf II. († 1247), Pfalzgraf von Tübingen, Vogt von Sindelfingen
        1. Hugo IV. († 1267), Pfalzgraf von Tübingen, Graf von Horb, Begründer der Linie Horb
          1. Rudolf (* 1259; † 1280), Deutschordensbruder[3]
          2. Hugo V. (* 1259; † 1277)[3]
          3. Otto (* 1270; † 1289)[3]
          4. Ludwig († 1294), Graf von Horb, nach seinem Tod gelangte Horb über seine Schwester an die Grafen von Hohenberg
          5. Luitgard ⚭ Burkhard IV. von Hohenberg

        2. Rudolf I. der Scheerer[4] († 1277), Graf von Tübingen in Herrenberg, Begründer der Herrenberger Linie Tübingen-Herrenberg[5]

Tübingen-Herrenberg

          1. Eberhard († 1304), Pfalzgraf von Tübingen, verkaufte Tübingen 1294 an die Böblinger Linie
          2. Rudolf II. der Scheerer[6] († 1317), Graf von Tübingen in Herrenberg
            1. Ulrich
            2. Luitgard
            3. Adelheit (bereits als Kind verstorben)
            4. oder nach anderen Quellen: Konrad I. („der Scheerer“)[7] († 1376), Graf von Herrenberg
              1. Konrad II. († 1391), Graf von Herrenberg, verkauft Herrenberg 1382 an Württemberg
                1. Anastasia von Tübingen, Äbtissin des Klosters St. Margarethen in Waldkirch

      3. Wilhelm († 1252) Graf von Asperg-Gießen-Böblingen (Asperger Linie), seine Nachkommen verkaufen 1264 Gießen an die Landgrafen von Hessen Tübingen-Asperg[8]

Tübingen-Asperg

        1. Rudolf IV. († 1271), Graf von Böblingen
          1. Gottfried I. († 1316), Graf von Böblingen, Pfalzgraf von Tübingen ⚭ Elisabeth von Fürstenberg
            1. Wilhelm († 1327), Pfalzgraf von Tübingen
              1. Gottfried II. († 1369), Pfalzgraf von Tübingen, verkauft Tübingen 1342 an Württemberg, erbt über seine Frau Lichteneck, begründet die Linie Tübingen-Lichteneck

            2. Agnes ⚭ Ulrich von Rechberg der Ältere[9]

        2. Ulrich I. († 1283), Graf von Asperg, verkauft 1264 Gießen
          1. Ulrich II. († 1341), Graf von Beilstein, verkauft Asperg 1308 an Württemberg, ⚭ Anna Gräfin von Löwenstein, Erbin von Beilstein
            1. Wilhelm († 1357), verkauft Beilstein 1340 an Württemberg

      4. Hugo III. (V.) (ca. 1185 – 26. Juli 1216)
      5. Elisabeth, Nonne im Kloster St. Margarethen zu Waldkirch
      6. N.N., ⚭ Gottfried II., Markgraf von Bonsberg († 1208)

    2. Hugo III. von Tübingen (I. von Montfort, 1185–1228/30), Graf von Bregenz und Montfort[10], Begründer der → Montforter Linie, und daraus → Werdenberger Linie

  3. Heinrich von Tübingen (* um 1118; † 7. April 1167 in Italien an einer Epidemie)
  4. Adelheid von Tübingen (* um 1120) ⚭ N.N. von Dachau

### Linie Tübingen-Lichteneck

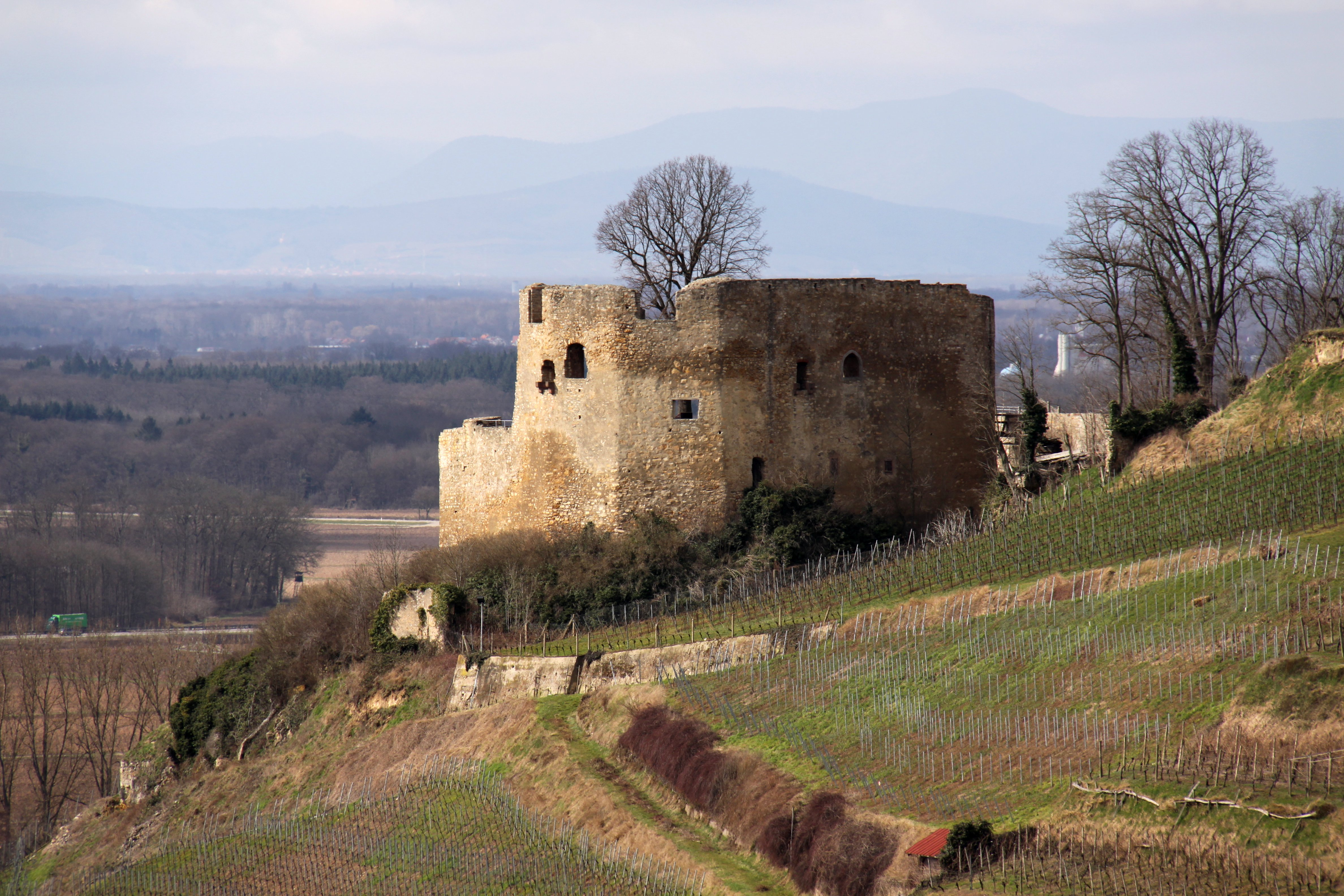
Burg Lichteneck

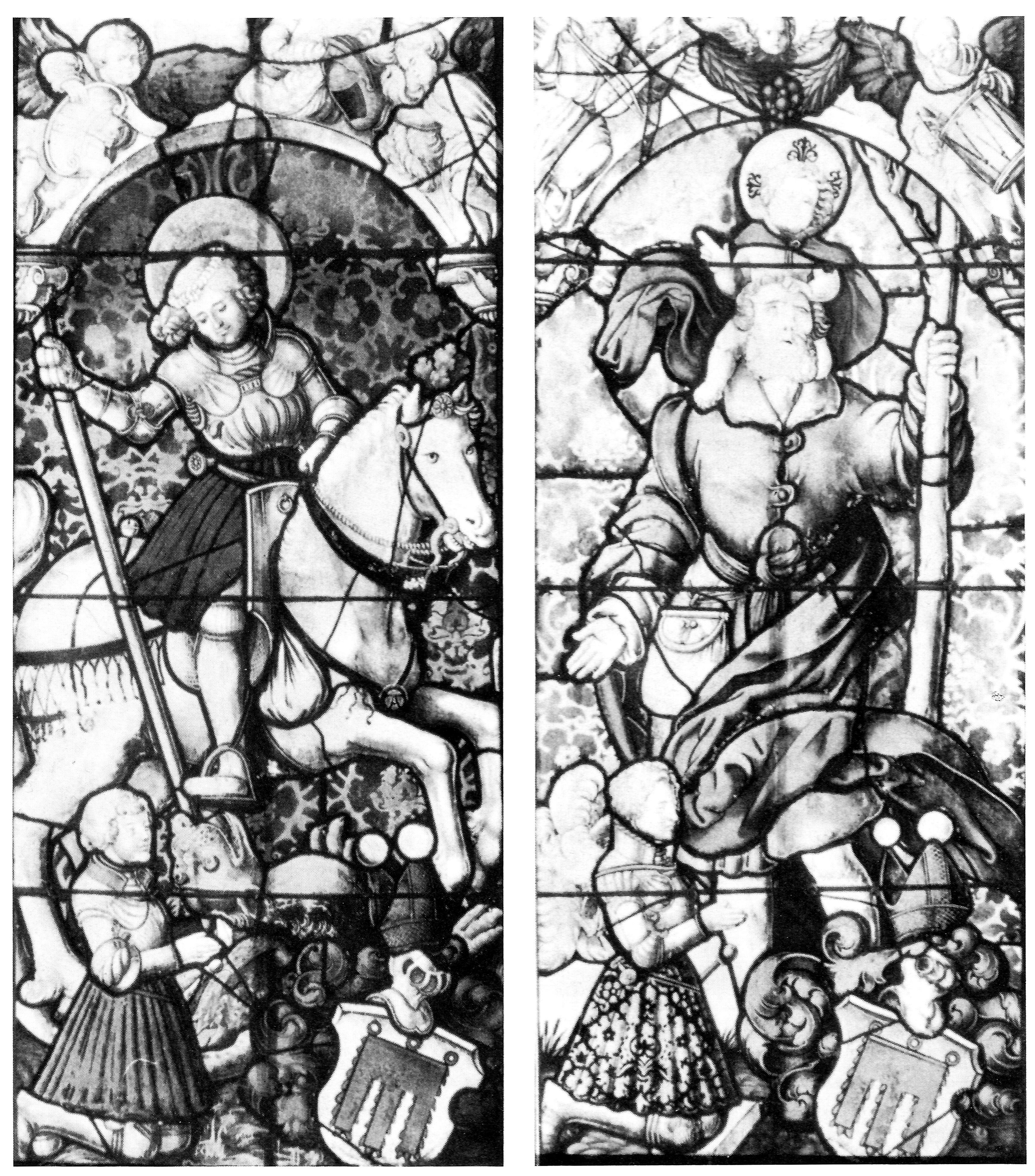
Die Grafen Georg II. und Konrad V. von Tübingen, Herren zu Lichteneck

1. Gottfried II. († 1369), Pfalzgraf von Tübingen, verkauft Tübingen 1342 an Württemberg, führt nun den Titel eines Grafen von Tübingen und erbt über seine Frau Clara von Freiburg die Herrschaft Lichteneck
  1. Konrad I. († 1414), Graf von Lichteneck
    1. Margaretha ⚭ Hesso Markgraf von Baden
    2. Konrad II. († 1449), Graf von Lichteneck
    3. Rudolf genannt der Scheerer (* 1414)
      1. Konrad III. († 1477), Graf von Lichteneck ⚭ Anna Gräfin von Lupfen[11]
        1. Ulrich (* 1479)[11]
        2. Georg I. († 1507), Graf von Tübingen, Herr zu Lichteneck ⚭ Agatha Gräfin von Arco[11]
          1. Konrad IV. (* 1449; † 1506), Graf von Tübingen, Herr zu Lichteneck ⚭ Sophia Bock aus Straßburg[11]
            1. Konrad V. († 1569), Graf von Tübingen, Herr zu Lichteneck, ab 1536 Herr zu Lichteneck und Limburg ⚭ Johanna Gräfin von Bitsch, ⚭ Catharina Truchseß von Waldburg[11]
              1. Agathe, Gräfin von Tübingen ⚭ Eberhard Graf zu Hohenlohe († 5. März 1570)
              2. Georg III. († bei der Waldenburger Fastnacht 1570), Graf von Lichteneck ⚭ Walpurg, Gräfin von Erbach[11]
                1. Eberhard († 14. September 1608), Graf von Lichteneck, Herzoglich Württembergischer Rat, ab 1587 Obervogt am Schwarzwald ⚭ Elisabeth Schenk von Limburg, Witwe von Jacob, Graf von Geroldseck († 11. Juni 1654)[12]
                  1. Agnes Maria (* 1599; † 1638) ⚭ Wolfgang Friedrich Graf von Pappenheim, ⚭ Friedrich Ludwig Graf von Löwenstein-Wertheim
                  2. Friedrich († 1622)
                  3. Eberhard († 1603)
                  4. Georg Eberhard († 9. September 1631), Graf von Lichteneck
                  5. Konrad Wilhelm, Graf von Tübingen-Lichteneck († 1630)
                    1. Elisabeth Bernhardine (* 11. Oktober 1624; † 4. November 1666) ⚭ Karl Graf von Salm-Neuburg, erbt Lichteneck und verkauft es 1664

                2. Konrad († 24. Juni 1600 in Bischweiler, Elsass an den Folgen einer bei einem Streit erlittenen Stichverletzung)
                3. Albericus († 25. Oktober 1592 in Straßburg von Wächtern erschlagen)
                4. Hermann († 1585 in Padua)
                5. Georg Posthumus († 19. Februar 1587)

          2. Georg II. Graf von Tübingen, Herr zu Lichteneck (verstarb unvermählt)

        3. Heinrich, Deutschordensritter[11]
        4. Johannes, Deutschordensritter[11]
        5. Magaretha, Äbtissin von Buchau (* 1496)[11]

## Ludwig Uhland: Der letzte Pfalzgraf

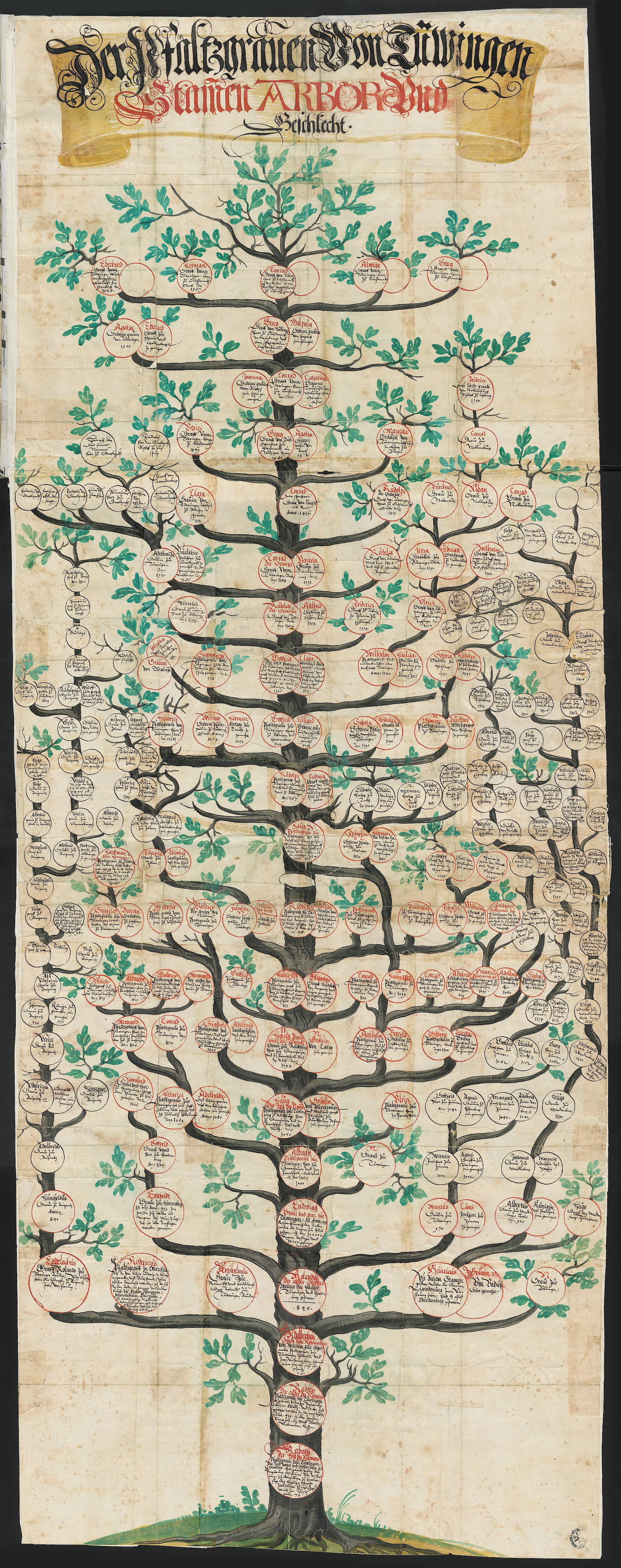
Pfalzgrafen von Tübingen auf David Wollebers Nachfahrentafel von 1591

Ludwig Uhland setzte mit seinem Gedicht „Der letzte Pfalzgraf“ dem Verfall dieses einst mächtigen Fürstenhaus ein literarisches Denkmal.
Der letzte Pfalzgraf
Ich, Pfalzgraf Götz von Tübingen,
Verkaufe Burg und Stadt
Mit Leuten, Gülten, Feld und Wald:
Der Schulden bin ich satt.
Zwei Rechte nur verkauf’ ich nicht,
Zwei Rechte gut und alt:
Im Kloster eins, mit schmuckem Turm,
Und eins im grünen Wald.
Am Kloster schenkten wir uns arm
Und bauten uns zu Grund:
Dafür der Abt mir füttern muß
Den Habicht und den Hund.
Im Schönbuch um das Kloster her,
Da hab ich das Gejaid:
Behalt’ ich das, so ist mir nicht
Um all mein andres leid.
Und hört ihr Mönchlein eines Tags
Nicht mehr mein Jägerhorn,
Dann zieht das Glöcklein, sucht mich auf!
Ich lieg’ am schatt’gen Born.
Begrabt mich unter breiter Eich’
Im grünen Vogelsang
Und lest mir eine Jägermess’,
Die dauert nicht zu lang’.
Den konkreten Fall fasste Manfred Eimer folgendermaßen zusammen:
Um das Jahr 1304 war Pfalzgraf Gottfried I. beim Kloster Bebenhausen hoch verschuldet. Er überschrieb dem Kloster umfangreiche Rechte in der Stadt. Auch Böblingen und Calw wurden versetzt.
1311 hatte König Heinrich VII. den württembergischen Grafen Eberhard den Erlauchten in die Reichsacht gestellt. Pfalzgraf Gottfried I. (Götz) wurde als Feldhauptmann des Bundesheeres gegen Eberhard gestellt, wohl weil er im Gegensatz zum reichsstädtischen Fußvolk Esslingens auch Reiterei stellen konnte. Nach dem Ausfall Eberhards im Zuge der Belagerung der württembergischen Stammburg auf dem Wirtemberg konnte Götz das in die Flucht geschlagene Reichsheer sammeln und Eberhard am 22. Mai 1311 eine Niederlage, verbunden mit der Zerstörung der Stammburg, beibringen. Zum Dank übernahm die Stadt Esslingen Gottfrieds Schuld in Bebenhausen und löste die Städte wieder für ihn aus.
Aber bereits seine Söhne und danach sein Enkel Gottfried III. waren schon wieder so verschuldet, dass diesmal ein Vertrag mit der Stadt Tübingen zur Übernahme der Schulden mit Graf Ulrich von Württemberg, Eberhards Sohn, als „Tröster“ (Bürge) zustande kam. Der Stadt kamen für die Dauer von 9 Jahren weitreichende Befugnisse, wie die freie Wahl ihrer Amtleute und über die Verteilung ihrer Steuereinnahmen zu. 1342 kommt Götz III. in Streit mit Ulrich von Württemberg. Im Streit zwischen Ludwig dem Baiern und den Luxemburgern steht der Pfalzgraf wohl diesmal noch auf der falschen Seite. Auf Veranlassung Kaiser Ludwig des Baiern muss er Ulrich volle Genugtuung leisten. Aus dieser Zwangslage konnte er sich nur durch Verkauf befreien. Am 5. Dezember 1342 verkauft er also Tübingen um 20.000 Goldheller. Er behielt sich nur folgende beiden Rechte vor:
1. das Hundelege in Bebenhausen (die Mönche mussten ihm also Jagdhunde unterhalten und bei Bedarf zur Verfügung stellen) und
2. seine Jagdrechte im Schönbuch.
Aber bereits 1344 war die Schuldenlast so hoch, dass er beide Rechte sowie die Stadt Böblingen an die Grafen Ulrich und Eberhard von Württemberg verkaufen musste. Er erhielt diese aber zurück, in Pflege. Ebenso war er, besser gesagt seine Ehefrau Clara von Freiburg gezwungen die nach dem Tod ihres Vaters Graf Friedrich von Freiburg am 9. November 1356 sämtlich an sie zugefallenen Ansprüche auf die Herrschaft Freiburg 1365 ihrem Onkel, dem Grafen Egon von Freiburg, für 1000 Mark Silber zu verkaufen. Aus einem Lehensträger der deutschen Könige war ein württembergischer Lehensmann geworden.
Johann Georg, auch Hansjörg oder „Kapitän“ Tübinger genannt, war der letzte männliche Nachkomme des Pfalzgrafengeschlechts. Er diente im Dreißigjährigen Krieg seinem Herzog als Schlosskommandant.